# Титов, Владимир Михайлович
Владимир Михайлович Титов (19 сентября 1933, Ленинград, РСФСР, СССР — 10 апреля 2020, Новосибирск, Россия) — советский, российский учёный-механик. Доктор физико-математических наук (1969), профессор (1971), академик АН СССР (1990), академик РАН (1991). Лауреат Государственной премии Российской Федерации.

## Биография
Родился в семье учителя. Окончил Московский физико-технический институт (1957), аспирантуру там же (1960). Ученик М. А. Лаврентьева.
С 1958 года работал в Сибирском отделении АН СССР, в Новосибирском Академгородке, младший научный сотрудник, старший научный сотрудник, кандидат наук (1961, первая защита диссертации в Институте гидродинамики), доктор наук (1968), заведующий лабораторией, заместитель директора по научной работе (1974), в 1986—2004 гг. — директор, 2008—2010 гг. — и. о. директора Института гидродинамики им. М. А. Лаврентьева СО АН СССР.
Преподаватель Новосибирского университета, декан физического факультета (по совместительству) в 1968—1971 гг. С 1972 г. по 1990 г. — заведующий кафедрой физики быстропротекающих процессов физического факультета НГУ, впоследствии продолжил на ней работу в должности профессора.
В 1979 году избран членом-корреспондентом Академии наук СССР по отделению механики и процессов управления, в 1990 г. — действительным членом АН СССР.
Фундаментальные труды в области кумуляции, детонации, высокоскоростному удару.
Автор более 100 научных работ, в том числе 17 изобретений, по проблемам физики и механики быстропротекающих процессов (взрыва).
Главный редактор журнала «Физика горения и взрыва» (1980—1993, 2002—2020).
Действительный член РАРАН (1993), член президиума СО РАН.
Похоронен В. М. Титов в Новосибирске на Южном кладбище.

## Награды и премии
- Лауреат Государственной премии Российской Федерации в области науки и техники (1994; совместно с др.) — за разработку технологии и создание промышленного производства ультрадисперсных алмазов[5]
- Орден Трудового Красного Знамени (1967, 1986)
- Орден Октябрьской Революции (1975)
- Орден «Знак Почёта» (1981)
- Орден «За заслуги перед Отечеством» IV степени (1999)[6]
- Орден «За заслуги перед Отечеством» III степени (2007)[7]
- Премия имени М. А. Лаврентьева РАН за цикл работ «Исследование механики процессов кумуляции и высокоскоростного удара» (1997).
- Премия имени М. А. Лаврентьева Национальной Академии наук Украины (2003)
- Премия Сибирского фонда имени М. А. Лаврентьева «За выдающийся вклад в развитие исследований в области математики, механики и прикладной физики» (2003).

## Семья
Жена Нина Сергеевна, двое детей.

## Факты
Считается, что именно В. М. Титов предложил название «Золотая долина» для места зарождения Новосибирского Академгородка.